# Torre del Porto
La torre del Porto è la torre costiera meglio conservata dell'Isola di Capraia, nell'arcipelago Toscano. Essa si trova su un'altura ad est del porticciolo e anticamente sorvegliava l'isola dalle incursioni nemiche dei Corsari.
La torre venne costruita dai Genovesi nel 1540 ed è l'unica torre dell'isola che è stata restaurata, per cui oggi si presenta in ottime condizioni. A base circolare, ha la forma di un tronco di cono (il corpo), sormontato da un ampio ballatoio circolare dotato di merlatura.
Attualmente la Torre del Porto è la sede della Biblioteca Comunale di Capraia Isola.